# Деваванья
Деваванья (угор. Dévaványa) — місто в медьє Бекеш в Угорщині. Місто займає площу 21,67 км  2 , на якій проживає 8986 жителів.
Статус міста з 1 липня 2000 року.